# Gagrapsta
Gagrapsta (en georgiano: გაგრაფსტა; en abjasio: Гаграԥсҭа) es una aldea que pertenece a la parcialmente reconocida República de Abjasia, parte del distrito de Gagra, aunque de iure pertenece al municipio de Gagra de la República Autónoma de Abjasia de Georgia.

## Toponimia
En la primera mitad del siglo XX, la aldea se llamaba Gagris Jeoba (en georgiano: გაგრის ხეობა).

## Geografía
Gagrapsta se encuentra a 2 km de Gagra. Las aldea se administra desde el pueblo de Koljida.

## Demografía
La evolución demográfica de Gagrapsta entre 1959 y 1989 fue la siguiente:
| 35                                                  | 147 |
| (Fuente: Population of Abkhazia since Soviet times) |     |

Según el censo de 1959, la mayoría de la población local eran armenios.